# 村田三郎
村田 三郎 （むらた さぶろう、1892年〈明治25年〉2月8日 - 1981年〈昭和56年〉9月16日）は、日本の政治家。新潟県新潟市長（3期、第17代～第19代）。

## 経歴
1892年（明治25年）長岡市に生まれ。1915年（大正4年）慶應義塾大学を卒業。自宅は湊二町通二ノ町26-9。戦後まもなく新潟商工会議所会頭を務めたあと、1947年（昭和22年）初の公選新潟市長に当選、1959年（昭和34年）まで3期12年間在職。この間、戦後の混乱した市民生活の建て直しや、新潟大火の災害復旧、在日朝鮮人の帰国業務などに尽力。その後、新潟信用金庫理事長、県社会福祉協議会会長など、幅広い活動を行った。
1981年（昭和56年）9月16日、脳梗塞のため、入院先の済生会新潟病院で死去。89歳。